# Trasserra (Olvan)
Trasserra és una masia del municipi d'Olvan (Berguedà) inclosa en l'Inventari del Patrimoni Arquitectònic de Catalunya. Està al costat de la capella de Sant Salvador d'Olvan.

## Descripció
És una construcció civil, una masia de planta basilical amb el carener perpendicular a la façana i coberta a doble vessant. Correspon a una gran masia orientada a migdia que s'amplià, amb un cos addicional, seguint l'esquema original cap a tramuntana. A migdia, la façana s'obra amb una gran eixida amb balconada de fusta (galeria de dos pisos). Precedeix l'entrada a la masia, a tramuntana, una escalinata, quedant al costat la capella advocada a Sant Salvador.

## Història
Tresserra és una antiga masia del segle xvii que fou ampliada el segle següent. La capella, advocada a Sant Salvador, fou iniciada durant la Guerra Civil espanyola, entre 1936-1939, i conserva una façana de factura neoclàssica amb data de 1856 i inscripció: "HIC DOMUS DEI EST ET PORTA COELI. AQUÍ TIENES O MORTAL LA CASA DE LA SALVACIÓN. ORA PUES A DIOS EN ELLA CON PERRENNE DEVOCIÓN"